# Mina 2
Mina 2 es el décimo álbum de la cantante italiana Mina, el cuarto publicado por la discográfica Ri-Fi en noviembre de 1966.
Este trabajo de estudio se compone principalmente de canciones extranjeras cantadas en el idioma original. Todas son inéditas a excepción de la canción de apertura Se non ci fossi tu publicado solo un mes antes como sencillo, y los dos títulos Lontanissimo y Ebb Tide publicados en álbum de estudio anterior Studio Uno 66 en julio del mismo año.
Augusto Martelli está a cargo de los arreglos de las canciones y de la dirección de su orquesta.
Fue el décimo séptimo álbum más vendido en Italia en 1967. Sabato sera - Studio Uno '67, el siguiente álbum de estudio de Mina, ocupó el tercer lugar en la misma clasificación.
Este álbum ha sido reeditado y remasterizado en diversas ocasiones.

## Lista de canciones
| N.º | Título                     | Duración |  |
| 1.  | «Se non ci fossi tu»       | 2:27     |  |
| 2.  | «Uno (Tango célebre)»      | 2:55     |  |
| 3.  | «Full Moon and Empty Arms» | 2:46     |  |
| 4.  | «I'm Glad There Is You»    | 2:26     |  |
| 5.  | «Lontanissimo (Somewere)»  | 2:04     |  |
| 6.  | «Caminemos»                | 2:34     |  |
| 7.  | «Lunes 26 de octubre»      | 2:36     |  |
| 8.  | «Ebb Tide»                 | 2:43     |  |
| 9.  | «Invitation»               | 3:04     |  |
| 10. | «Angustia»                 | 3:07     |  |
| 11. | «My Melancholy Baby»       | 3:21     |  |
| 12. | «I'm a Fool to Want You»   | 1:54     |  |

- Datos: Q3858269